# Kolarstwo na letnich igrzyskach olimpijskich

Kolarstwo znajdowało się w programie letnich igrzysk olimpijskich już od ich pierwszej nowożytnej edycji w 1896 roku. Od tej pory kolarstwo nieprzerwanie jest dyscypliną olimpijską, a liczba rozgrywanych konkurencji zwiększyła się z sześciu w 1896 roku, do osiemnastu na igrzyskach w Londynie w 2012 roku.
Pierwotnie konkurencje kolarskie na igrzyskach obejmowały tylko męskie wyścigi torowe oraz szosowe. W 1984 roku podczas igrzysk w Los Angeles po raz pierwszy odbyły się zawody kobiet w kolarstwie szosowym, a cztery lata później, na igrzyskach w Seulu, zadebiutowało kolarstwo torowe kobiet. W 1996 roku, na igrzyskach w Atlancie, wprowadzono kolarstwo górskie kobiet i mężczyzn, a najmłodszą olimpijską konkurencją kolarską jest BMX, który wszedł do programu olimpijskiego dopiero na igrzyskach w Pekinie w 2008 roku.
Od 2012 roku olimpijski program kolarstwa składał się z: wyścigu ze startu wspólnego i jazdy indywidualnej na czas w kolarstwie szosowym, sprintu, sprintu drużynowego, keirinu, omnium oraz drużynowego wyścigu na dochodzenie w kolarstwie torowym, wyścigu cross-country w kolarstwie górskim oraz wyścigu BMX. Wszystkie konkurencje rozgrywane są zarówno dla mężczyzn jak i kobiet.

## Konkurencje

### Kolarstwo torowe mężczyzn
| Konkurencja                     | 96 | 00 | 04 | 08 | 12 | 20 | 24 | 28 | 32 | 36 | 48 | 52 | 56 | 60 | 64 | 68 | 72 | 76 | 80 | 84 | 88 | 92 | 96 | 00 | 04 | 08 | 12 |
| ------------------------------- | -- | -- | -- | -- | -- | -- | -- | -- | -- | -- | -- | -- | -- | -- | -- | -- | -- | -- | -- | -- | -- | -- | -- | -- | -- | -- | -- |
| Obecnie rozgrywane              |    |    |    |    |    |    |    |    |    |    |    |    |    |    |    |    |    |    |    |    |    |    |    |    |    |    |    |
| Keirin                          | –  | –  | –  | –  | –  | –  | –  | –  | –  | –  | –  | –  | –  | –  | –  | –  | –  | –  | –  | –  | –  | –  | –  | •  | •  | •  | •  |
| Omnium                          | –  | –  | –  | –  | –  | –  | –  | –  | –  | –  | –  | –  | –  | –  | –  | –  | –  | –  | –  | –  | –  | –  | –  | –  | –  | –  | •  |
| Drużynowy wyścig na dochodzenie | –  | –  | –  | •  | –  | •  | •  | •  | •  | •  | •  | •  | •  | •  | •  | •  | •  | •  | •  | •  | •  | •  | •  | •  | •  | •  | •  |
| Sprint                          | •  | •  | –  | •  | –  | •  | •  | •  | •  | •  | •  | •  | •  | •  | •  | •  | •  | •  | •  | •  | •  | •  | •  | •  | •  | •  | •  |
| Sprint drużynowy                | –  | –  | –  | –  | –  | –  | –  | –  | –  | –  | –  | –  | –  | –  | –  | –  | –  | –  | –  | –  | –  | –  | –  | •  | •  | •  | •  |
| Już nierozgrywane               |    |    |    |    |    |    |    |    |    |    |    |    |    |    |    |    |    |    |    |    |    |    |    |    |    |    |    |
| ¼ mili                          | –  | –  | •  | –  | –  | –  | –  | –  | –  | –  | –  | –  | –  | –  | –  | –  | –  | –  | –  | –  | –  | –  | –  | –  | –  | –  | –  |
| ⅓ mili                          | –  | –  | •  | –  | –  | –  | –  | –  | –  | –  | –  | –  | –  | –  | –  | –  | –  | –  | –  | –  | –  | –  | –  | –  | –  | –  | –  |
| ½ mili                          | –  | –  | •  | –  | –  | –  | –  | –  | –  | –  | –  | –  | –  | –  | –  | –  | –  | –  | –  | –  | –  | –  | –  | –  | –  | –  | –  |
| 1 mila                          | –  | –  | •  | –  | –  | –  | –  | –  | –  | –  | –  | –  | –  | –  | –  | –  | –  | –  | –  | –  | –  | –  | –  | –  | –  | –  | –  |
| 2 mile                          | –  | –  | •  | –  | –  | –  | –  | –  | –  | –  | –  | –  | –  | –  | –  | –  | –  | –  | –  | –  | –  | –  | –  | –  | –  | –  | –  |
| 5 mil                           | –  | –  | •  | –  | –  | –  | –  | –  | –  | –  | –  | –  | –  | –  | –  | –  | –  | –  | –  | –  | –  | –  | –  | –  | –  | –  | –  |
| 25 mil                          | –  | –  | •  | –  | –  | –  | –  | –  | –  | –  | –  | –  | –  | –  | –  | –  | –  | –  | –  | –  | –  | –  | –  | –  | –  | –  | –  |
| 660 jardów                      | –  | –  | –  | •  | –  | –  | –  | –  | –  | –  | –  | –  | –  | –  | –  | –  | –  | –  | –  | –  | –  | –  | –  | –  | –  | –  | –  |
| 5 kilometrów                    | –  | –  | –  | •  | –  | –  | –  | –  | –  | –  | –  | –  | –  | –  | –  | –  | –  | –  | –  | –  | –  | –  | –  | –  | –  | –  | –  |
| 10 kilometrów                   | •  | –  | –  | –  | –  | –  | –  | –  | –  | –  | –  | –  | –  | –  | –  | –  | –  | –  | –  | –  | –  | –  | –  | –  | –  | –  | –  |
| 20 kilometrów                   | –  | –  | –  | •  | –  | –  | –  | –  | –  | –  | –  | –  | –  | –  | –  | –  | –  | –  | –  | –  | –  | –  | –  | –  | –  | –  | –  |
| 25 kilometrów                   | –  | •  | –  | –  | –  | –  | –  | –  | –  | –  | –  | –  | –  | –  | –  | –  | –  | –  | –  | –  | –  | –  | –  | –  | –  | –  | –  |
| 50 kilometrów                   | –  | –  | –  | –  | –  | •  | •  | –  | –  | –  | –  | –  | –  | –  | –  | –  | –  | –  | –  | –  | –  | –  | –  | –  | –  | –  | –  |
| 100 kilometrów                  | •  | –  | –  | •  | –  | –  | –  | –  | –  | –  | –  | –  | –  | –  | –  | –  | –  | –  | –  | –  | –  | –  | –  | –  | –  | –  | –  |
| 12 godzin                       | •  | –  | –  | –  | –  | –  | –  | –  | –  | –  | –  | –  | –  | –  | –  | –  | –  | –  | –  | –  | –  | –  | –  | –  | –  | –  | –  |
| Madison                         | –  | –  | –  | –  | –  | –  | –  | –  | –  | –  | –  | –  | –  | –  | –  | –  | –  | –  | –  | –  | –  | –  | –  | •  | •  | •  | –  |
| Wyścig punktowy                 | –  | –  | –  | –  | –  | –  | –  | –  | –  | –  | –  | –  | –  | –  | –  | –  | –  | –  | –  | •  | •  | •  | •  | •  | •  | •  | –  |
| Wyścig na dochodzenie           | –  | –  | –  | –  | –  | –  | –  | –  | –  | –  | –  | –  | –  | –  | •  | •  | •  | •  | •  | •  | •  | •  | •  | •  | •  | •  | –  |
| Tandem                          | –  | –  | –  | •  | –  | •  | •  | •  | •  | •  | •  | •  | •  | •  | •  | •  | •  | –  | –  | –  | –  | –  | –  | –  | –  | –  | –  |
| Jazda indywidualna na czas      | •  | –  | –  | –  | –  | –  | –  | •  | •  | •  | •  | •  | •  | •  | •  | •  | •  | •  | •  | •  | •  | •  | •  | •  | •  | –  | –  |
| Liczba konkurencji              | 5  | 2  | 7  | 7  | 0  | 4  | 4  | 4  | 4  | 4  | 4  | 4  | 4  | 4  | 5  | 5  | 5  | 4  | 4  | 5  | 5  | 5  | 5  | 8  | 8  | 7  | 5  |

### Kolarstwo torowe kobiet
| Konkurencja                     | 96 | 00 | 04 | 08 | 12 | 20 | 24 | 28 | 32 | 36 | 48 | 52 | 56 | 60 | 64 | 68 | 72 | 76 | 80 | 84 | 88 | 92 | 96 | 00 | 04 | 08 | 12 |
| ------------------------------- | -- | -- | -- | -- | -- | -- | -- | -- | -- | -- | -- | -- | -- | -- | -- | -- | -- | -- | -- | -- | -- | -- | -- | -- | -- | -- | -- |
| Keirin                          | –  | –  | –  | –  | –  | –  | –  | –  | –  | –  | –  | –  | –  | –  | –  | –  | –  | –  | –  | –  | –  | –  | –  | –  | –  | –  | •  |
| Omnium                          | –  | –  | –  | –  | –  | –  | –  | –  | –  | –  | –  | –  | –  | –  | –  | –  | –  | –  | –  | –  | –  | –  | –  | –  | –  | –  | •  |
| Drużynowy wyścig na dochodzenie | –  | –  | –  | –  | –  | –  | –  | –  | –  | –  | –  | –  | –  | –  | –  | –  | –  | –  | –  | –  | –  | –  | –  | –  | –  | –  | •  |
| Sprint                          | –  | –  | –  | –  | –  | –  | –  | –  | –  | –  | –  | –  | –  | –  | –  | –  | –  | –  | –  | –  | •  | •  | •  | •  | •  | •  | •  |
| Sprint drużynowy                | –  | –  | –  | –  | –  | –  | –  | –  | –  | –  | –  | –  | –  | –  | –  | –  | –  | –  | –  | –  | –  | –  | –  | –  | –  | –  | •  |
| Wyścig punktowy                 | –  | –  | –  | –  | –  | –  | –  | –  | –  | –  | –  | –  | –  | –  | –  | –  | –  | –  | –  | –  | –  | –  | •  | •  | •  | •  | –  |
| Wyścig na dochodzenie           | –  | –  | –  | –  | –  | –  | –  | –  | –  | –  | –  | –  | –  | –  | –  | –  | –  | –  | –  | –  | –  | •  | •  | •  | •  | •  | –  |
| Jazda indywidualna na czas      | –  | –  | –  | –  | –  | –  | –  | –  | –  | –  | –  | –  | –  | –  | –  | –  | –  | –  | –  | –  | –  | –  | –  | •  | •  | –  | –  |
| Liczba konkurencji              | 0  | 0  | 0  | 0  | 0  | 0  | 0  | 0  | 0  | 0  | 0  | 0  | 0  | 0  | 0  | 0  | 0  | 0  | 0  | 0  | 2  | 3  | 3  | 4  | 4  | 3  | 5  |

### Kolarstwo szosowe mężczyzn
| Konkurencja                          | 96 | 00 | 04 | 08 | 12 | 20 | 24 | 28 | 32 | 36 | 48 | 52 | 56 | 60 | 64 | 68 | 72 | 76 | 80 | 84 | 88 | 92 | 96 | 00 | 04 | 08 | 12 |
| ------------------------------------ | -- | -- | -- | -- | -- | -- | -- | -- | -- | -- | -- | -- | -- | -- | -- | -- | -- | -- | -- | -- | -- | -- | -- | -- | -- | -- | -- |
| Wyścig ze startu wspólnego           | •  | –  | –  | –  | –  | –  | –  | •  | •  | •  | •  | •  | •  | •  | •  | •  | •  | •  | •  | •  | •  | •  | •  | •  | •  | •  | •  |
| Drużynowy wyścig ze startu wspólnego | –  | –  | –  | –  | –  | –  | –  | •  | •  | •  | •  | •  | •  | –  | –  | –  | –  | –  | –  | –  | –  | –  | –  | –  | –  | –  | –  |
| Jazda indywidualna na czas           | –  | –  | –  | –  | •  | •  | •  | –  | –  | –  | –  | –  | –  | –  | –  | –  | –  | –  | –  | –  | –  | –  | •  | •  | •  | •  | •  |
| Jazda drużynowa na czas              | –  | –  | –  | –  | •  | •  | •  | –  | –  | –  | –  | –  | –  | •  | •  | •  | •  | •  | •  | •  | •  | •  | –  | –  | –  | –  | –  |
| Liczba konkurencji                   | 1  | 0  | 0  | 0  | 2  | 2  | 2  | 2  | 2  | 2  | 2  | 2  | 2  | 2  | 2  | 2  | 2  | 2  | 2  | 2  | 2  | 2  | 2  | 2  | 2  | 2  | 2  |

### Kolarstwo szosowe kobiet
| Konkurencja                | 96 | 00 | 04 | 08 | 12 | 20 | 24 | 28 | 32 | 36 | 48 | 52 | 56 | 60 | 64 | 68 | 72 | 76 | 80 | 84 | 88 | 92 | 96 | 00 | 04 | 08 | 12 |
| -------------------------- | -- | -- | -- | -- | -- | -- | -- | -- | -- | -- | -- | -- | -- | -- | -- | -- | -- | -- | -- | -- | -- | -- | -- | -- | -- | -- | -- |
| Wyścig ze startu wspólnego | –  | –  | –  | –  | –  | –  | –  | –  | –  | –  | –  | –  | –  | –  | –  | –  | –  | –  | –  | •  | •  | •  | •  | •  | •  | •  | •  |
| Jazda indywidualna na czas | –  | –  | –  | –  | –  | –  | –  | –  | –  | –  | –  | –  | –  | –  | –  | –  | –  | –  | –  | –  | –  | –  | •  | •  | •  | •  | •  |
| Liczba konkurencji         | 0  | 0  | 0  | 0  | 0  | 0  | 0  | 0  | 0  | 0  | 0  | 0  | 0  | 0  | 0  | 0  | 0  | 0  | 0  | 1  | 1  | 1  | 2  | 2  | 2  | 2  | 2  |

### Kolarstwo górskie mężczyzn
| Konkurencja        | 96 | 00 | 04 | 08 | 12 | 20 | 24 | 28 | 32 | 36 | 48 | 52 | 56 | 60 | 64 | 68 | 72 | 76 | 80 | 84 | 88 | 92 | 96 | 00 | 04 | 08 | 12 |
| ------------------ | -- | -- | -- | -- | -- | -- | -- | -- | -- | -- | -- | -- | -- | -- | -- | -- | -- | -- | -- | -- | -- | -- | -- | -- | -- | -- | -- |
| Cross Country      | –  | –  | –  | –  | –  | –  | –  | –  | –  | –  | –  | –  | –  | –  | –  | –  | –  | –  | –  | –  | –  | –  | •  | •  | •  | •  | •  |
| Liczba konkurencji | 0  | 0  | 0  | 0  | 0  | 0  | 0  | 0  | 0  | 0  | 0  | 0  | 0  | 0  | 0  | 0  | 0  | 0  | 0  | 0  | 0  | 0  | 1  | 1  | 1  | 1  | 1  |

### Kolarstwo górskie kobiet
| Konkurencja        | 96 | 00 | 04 | 08 | 12 | 20 | 24 | 28 | 32 | 36 | 48 | 52 | 56 | 60 | 64 | 68 | 72 | 76 | 80 | 84 | 88 | 92 | 96 | 00 | 04 | 08 | 12 |
| ------------------ | -- | -- | -- | -- | -- | -- | -- | -- | -- | -- | -- | -- | -- | -- | -- | -- | -- | -- | -- | -- | -- | -- | -- | -- | -- | -- | -- |
| Cross Country      | –  | –  | –  | –  | –  | –  | –  | –  | –  | –  | –  | –  | –  | –  | –  | –  | –  | –  | –  | –  | –  | –  | •  | •  | •  | •  | •  |
| Liczba konkurencji | 0  | 0  | 0  | 0  | 0  | 0  | 0  | 0  | 0  | 0  | 0  | 0  | 0  | 0  | 0  | 0  | 0  | 0  | 0  | 0  | 0  | 0  | 1  | 1  | 1  | 1  | 1  |

### BMX mężczyzn
| Konkurencja         | 96 | 00 | 04 | 08 | 12 | 20 | 24 | 28 | 32 | 36 | 48 | 52 | 56 | 60 | 64 | 68 | 72 | 76 | 80 | 84 | 88 | 92 | 96 | 00 | 04 | 08 | 12 |
| ------------------- | -- | -- | -- | -- | -- | -- | -- | -- | -- | -- | -- | -- | -- | -- | -- | -- | -- | -- | -- | -- | -- | -- | -- | -- | -- | -- | -- |
| Wyścig indywidualny | –  | –  | –  | –  | –  | –  | –  | –  | –  | –  | –  | –  | –  | –  | –  | –  | –  | –  | –  | –  | –  | –  | –  | –  | –  | •  | •  |
| Liczba konkurencji  | 0  | 0  | 0  | 0  | 0  | 0  | 0  | 0  | 0  | 0  | 0  | 0  | 0  | 0  | 0  | 0  | 0  | 0  | 0  | 0  | 0  | 0  | 0  | 0  | 0  | 1  | 1  |

### BMX kobiet
| Konkurencja         | 96 | 00 | 04 | 08 | 12 | 20 | 24 | 28 | 32 | 36 | 48 | 52 | 56 | 60 | 64 | 68 | 72 | 76 | 80 | 84 | 88 | 92 | 96 | 00 | 04 | 08 | 12 |
| ------------------- | -- | -- | -- | -- | -- | -- | -- | -- | -- | -- | -- | -- | -- | -- | -- | -- | -- | -- | -- | -- | -- | -- | -- | -- | -- | -- | -- |
| Wyścig indywidualny | –  | –  | –  | –  | –  | –  | –  | –  | –  | –  | –  | –  | –  | –  | –  | –  | –  | –  | –  | –  | –  | –  | –  | –  | –  | •  | •  |
| Liczba konkurencji  | 0  | 0  | 0  | 0  | 0  | 0  | 0  | 0  | 0  | 0  | 0  | 0  | 0  | 0  | 0  | 0  | 0  | 0  | 0  | 0  | 0  | 0  | 0  | 0  | 0  | 1  | 1  |

## Klasyfikacja medalowa 1896-2008 (kobiety + mężczyźni)
| Miejsce | Państwo           |    |    |    | Razem |
| ------- | ----------------- | -- | -- | -- | ----- |
| 1.      | Francja           | 40 | 24 | 22 | 86    |
| 2.      | Włochy            | 32 | 16 | 8  | 56    |
| 3.      | Wielka Brytania   | 18 | 24 | 21 | 63    |
| 4.      | Holandia          | 15 | 16 | 9  | 40    |
| 5.      | Stany Zjednoczone | 14 | 15 | 21 | 50    |
| 6.      | Australia         | 13 | 16 | 13 | 42    |
| 7.      | Niemcy            | 12 | 10 | 14 | 36    |
| 8.      | ZSRR              | 11 | 4  | 9  | 24    |
| 9.      | Belgia            | 6  | 8  | 10 | 24    |
| 10.     | Dania             | 6  | 8  | 8  | 22    |
| 11.     | NRD               | 6  | 6  | 4  | 16    |
| 12.     | Hiszpania         | 5  | 5  | 4  | 14    |
| 13.     | RFN               | 4  | 5  | 5  | 14    |
| 14.     | Rosja             | 4  | 4  | 6  | 16    |
| 15.     | Szwajcaria        | 3  | 7  | 6  | 16    |
| 16.     | Szwecja           | 3  | 4  | 8  | 15    |
| 17.     | Czechosłowacja    | 2  | 2  | 2  | 6     |
| 18.     | Norwegia          | 2  | 0  | 1  | 3     |
| 19.     | Kanada            | 1  | 5  | 5  | 11    |
| 20.     | Południowa Afryka | 1  | 4  | 3  | 8     |
| 21.     | Niemcy            | 1  | 4  | 2  | 7     |
| 22.     | Grecja            | 1  | 3  | 0  | 4     |
| 23.     | Nowa Zelandia     | 1  | 1  | 2  | 4     |
| 24.     | Austria           | 1  | 0  | 2  | 3     |
| 25.     | Łotwa             | 1  | 0  | 1  | 2     |
| 26.     | Argentyna         | 1  | 0  | 0  | 1     |
| 26.     | Estonia           | 1  | 0  | 0  | 1     |
| 28.     | Polska            | 0  | 6  | 3  | 9     |
| 29.     | Japonia           | 0  | 1  | 3  | 4     |
| 30.     | Chiny             | 0  | 1  | 2  | 3     |
| 30.     | Ukraina           | 0  | 1  | 2  | 3     |
| 32.     | Meksyk            | 0  | 1  | 1  | 2     |
| 33.     | Kazachstan        | 0  | 1  | 0  | 1     |
| 33.     | Kuba              | 0  | 1  | 0  | 1     |
| 33.     | Portugalia        | 0  | 1  | 0  | 1     |
| 33.     | Urugwaj           | 0  | 1  | 0  | 1     |
| 37.     | Białoruś          | 0  | 0  | 1  | 1     |
| 37.     | Jamajka           | 0  | 0  | 1  | 1     |
| 37.     | Kolumbia          | 0  | 0  | 1  | 1     |
| 37.     | Litwa             | 0  | 0  | 1  | 1     |